# Sidney Carroll
Sidney Carroll (15 novembre 2002) è una nuotatrice artistica canadese.

## Palmarès

### Coppa del Mondo
- 3 podi:
  - 2 secondi posti (2 nella gara a squadre)
  - 2 terzi posti (2 nella gara a squadre)